# Pavel Beneš (engenheiro)

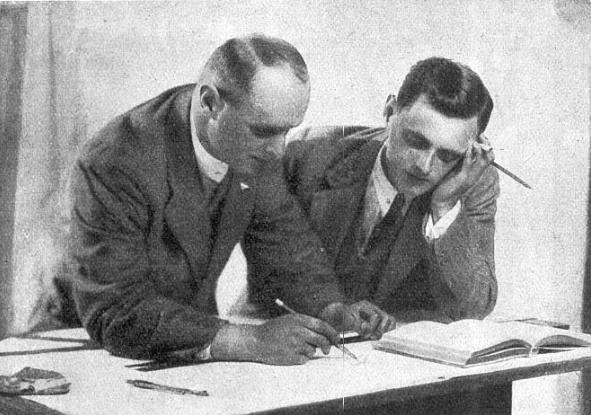
Engenheiros Pavel Beneš e Miroslav Hajn (Letectví, julho de 1926)

Pavel Beneš (14 de junho de 1894, Praga - 31 de maio de 1956, Praga) foi um projetista de aeronaves checoslovaco, um dos fundadores da Avia. Ele trabalhou como projetista chefe no departamento de aviação da ČKD-Praga e na companhia Beneš-Mráz, que havia fundado em 1935 com seu colega Jaroslav Mráz.

## Biografia

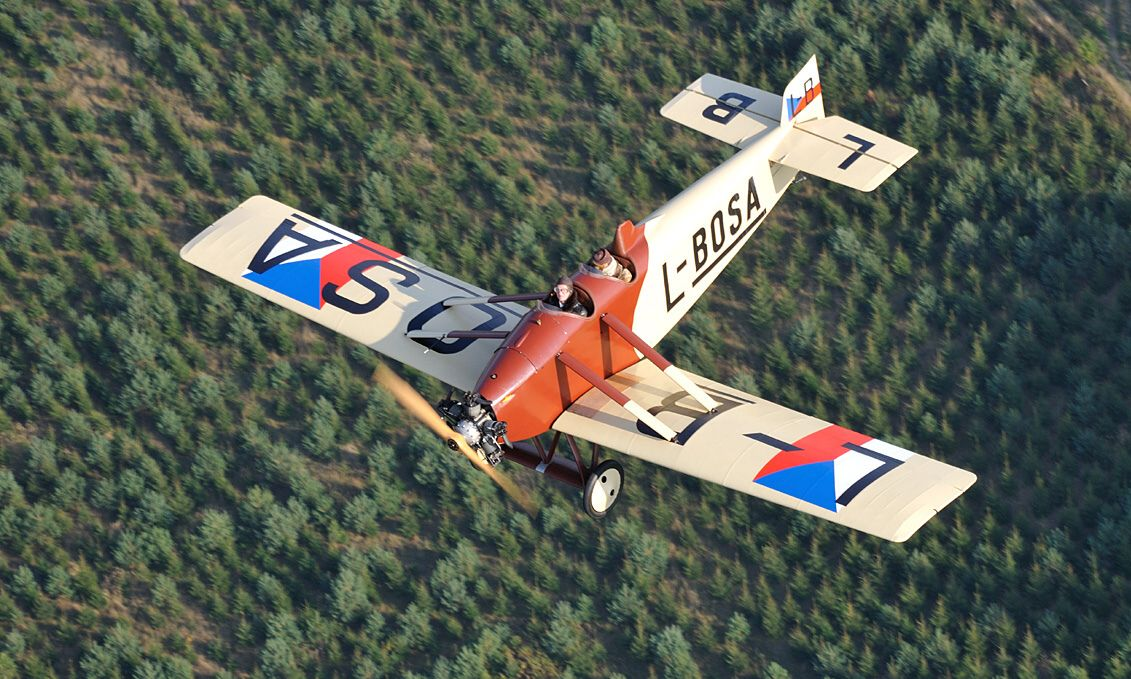
Avia BH-5

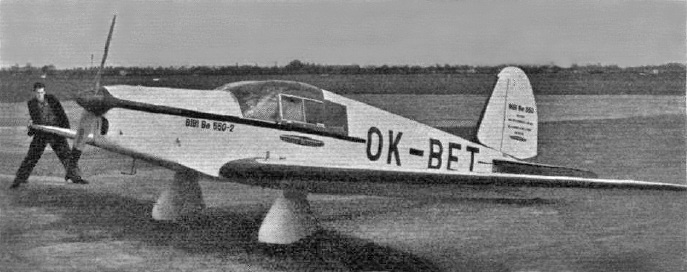
Beneš-Mráz Be-550 Bibi

Pavel nasceu na família do mestre entalhador Pavel Beneš, Pai (1868 - ??) e sua mãe Marie, nascida Červenková (1869 – ??). Tinha uma irmã mais nova, chamada Marii.
Desde seus estudos iniciais antes da Primeira Guerra Mundial, Pavel foi um dos pioneiros no modelismo de aeronaves na Boêmia. Em 1913, foi um dos membros fundadores do Clube de Aviação Checo. Ele continuou construindo planadores. Seu primeiro modelo denominado Albatros não foi bem-sucedido. Em 1916, construiu uma asa delta denominada Lili, com a qual fez voos mais curtos.
Em 1919, junto com Miroslav Hajn, fundou a Avia. Começou reparando aeronaves em uma oficina no lugar de uma antiga fábrica de açúcar em Vysočany. Um ano mais tarde, construíram sua primeira aeronave, o Avia BH-1, um monoplano de asa baixa que era muito avançado para sua época. Outros modelos foram posteriormente fabricados, como o caça BH-3, o avião desportivo BH-5 e os modelos resultantes, BH-9, BH-10 e BH-11, que participaram com sucesso em muitas corridas aéreas nacionais e internacionais. Alguns modelos de dois assentos também foram utilizados pelo Exército Checoslovaco como avião de treinamento e para transporte de malotes. Posteriormente, iniciaram a construção de biplanos, incluindo os caças bem-sucedidos BH-21 e BH-33.
Em 1929, Beneš e Hajn foram trabalhar na ČKD-Praga, onde projetaram os aviões de treinamento E-39 e E-41, além do desportivo BH-111. O par se separou em 1932, quando Hajn saiu para trabalhar na Letov. Beneš fundou então a Beneš-Mráz em Choceň, no ano de 1935. Ele se devotou à construção de aeronaves de treinamento e desportivas até a ocupação alemã.